# Мацудайра, Ёринари
Ёринари Мацудайра (яп. 松平 頼孝, 1876—1945) — японский орнитолог и коллекционер. В его честь другой японский орнитолог Нагамити Курода назвал описанный им вид морских птиц из семейства качурок Oceanodroma matsudairae, известный в русскоязычных источниках как качурка Матсудайра.

## Биография
Родился в аристократической семье Ёрифуми Мацудайры, до 1871 года — последнего даймё хана Хитати-Футю в родстве с ветвью Мито рода Токугава. Рано потерял отца. С ранних лет интересовался животными и птицами. Учился в Токийском императорском университете. В 1912 году участвовал в создании Японского общества птиц.
В 1916 построил музей, в котором собрал образцы всех птиц Японии. Посылал своих представителей в США и Новую Гвинею, для сбора образцов птиц и создал огромную коллекцию чрезвычайно высокой академической важности. В дополнение к этому он также увлекся коллекционированием крабов, этикеток и марок. Как орнитолог обнаружил популяцию гигантских поморников и новый вид Oceanodroma matsudairae, названный его именем.
Потратив слишком много денег на экспедиции и экспонаты для музея, в 1926 году, оказался на грани банкротства. Был вынужден продать часть имущества и семейные земельные участки. С тех пор орнитологические исследования были прекращены, но в последующие годы увлечённо занимался исследованиями экологии бабочек. Умер от язвы желудка за 4 дня до окончания Второй мировой войны.

## Семья
Старший сын Ёрицунэ Мацудайра — композитор.